# Peter Camenzind
Peter Camenzind – wydana w roku 1904 powieść niemieckiego pisarza, laureata Nagrody Nobla w dziedzinie literatury Hermanna Hessego, obfitująca w motywy, które miały zostać rozwinięte w późniejszych książkach autora.
Wśród najważniejszych z nich, należy wymienić poszukiwanie przez bohatera własnej, przede wszystkim duchowej tożsamości na tle przeplatających się wraz z ówczesną cywilizacją, natury i przyrody. W powieści zaznaczona została rola sztuki, jako istotnego czynnika formowania się świadomości człowieka. Dzieło to stanowi odmianę gatunku Bildungsroman. W książce, co charakteryzuje w dużym stopniu twórczość Hessego, znajduje się wiele wątków autobiograficznych, tudzież krytyka moralności ówczesnej społeczności mieszczańskiej.

## Główny bohater
Tytułowy bohater wyraźnie przypomina innych, znanych z późniejszych dzieł autora bohaterów literackich, jak Goldmund, Siddhartha, czy Harry Haller. Podobnie jak wspomniane postaci, Peter Camenzind głęboko przeżywa swe wewnętrzne udręki oraz przechodzi w swym życiu wiele intelektualnych, duchowych, a także fizycznych, realnych dróg i transformacji.
Ma okazję poznać smak podróży, podczas których podziwia krajobrazy Niemiec, Italii, Francji, czy Szwajcarii. Coraz szersze zewnętrzne poznawanie świata idzie w parze z obserwacją szerokiego spektrum uczuć ludzi w poszczególnych fazach ich życia, co zmusza Petera niejednokrotnie do refleksji.
W późniejszym etapie swej egzystencji, poprzez pomoc niesioną niepełnosprawnym, bohater w efekcie przebytej transformacji duchowej, zaczyna niejako ucieleśniać ideał Świętego Franciszka.

## Fabuła
Peter Camenzind, jako młodzieniec, opuszcza swoją rodzinną, położoną w górach wioskę z planem poznania świata i stania się jego prawdziwym obywatelem. Będąc jeszcze młodym człowiekiem doświadcza śmierci matki, relacje z ojcem-alkoholikiem również nie układają się najlepiej. Te dwie przyczyny odgrywają olbrzymią rolę w decyzji chłopca aby udać się na studia. Po wyjeździe z rodzinnych stron, będąc już studentem uniwersytetu, Peter spotyka oryginalną kobietę, malarkę Erminię Aglietii, w której wkrótce się zakochuje. Młody bohater znajduje w tym czasie również oddanego przyjaciela w osobie Ryszarda. Jego późniejsza śmierć wprowadza w życie młodego Camenzinda wiele smutku i zamieszania. Skutki rychło przerwanej silnej przyjaźni, porażki na tle miłosnym nie pozostają bez oddźwięku dla wnętrza młodzieńca. Peter zaczyna poszukiwać sensu życia wędrując po świecie, smakując różnorodności życia.
W obliczu zmiennych kolei życia, główny bohater pogrąża się w problemy alkoholowe, co poniekąd służy mu jako środek zaradczy na surowe wymagania i kuriozalność życia. Peter w pewnym momencie spotyka kolejną, ważną dla niego kobietę, w której się zakochuje, mimo że ma ona poślubić wkrótce innego człowieka. Podróż przez Italię zmienia tytułowego bohatera w wielu dziedzinach i zwiększa jego zdolność miłości życia i zauważania piękna w otaczających go rzeczach. Przyjaźń z kalekim Boppim przynosi Peterowi wiele nowych doświadczeń, dzięki niej poznaje, co znaczy prawdziwa miłość wobec bliźnich. Z czasem zauważa w Boppim odzwierciedlenie pięknych, szlachetnych cech ludzkich. Dzięki niemu z powrotem odnajduje wewnętrzny spokój i odzyskuje wiarę w ludzi. Uczy się coraz bardziej cieszyć z małych rzeczy. Po śmierci przyjaciela, Peter wraca w swoje rodzinne strony i oddaje się opiece nad swoim starzejącym się ojcem.